# Miyeok guk
Miyeok guk is een traditionele soep uit de Koreaanse keuken op basis van wakame, zeewier. De soep wordt gegeten op verjaardagen, omdat het eten ervan geluk zou brengen. Ook vrouwen die in Korea net bevallen zijn, krijgen deze soep veel te eten. De soep is namelijk rijk aan jodium, ijzer en andere belangrijke mineralen.
Om de soep te bereiden, hydrateert men gedroogd zeewier in water voor ongeveer 10 tot 20 minuten. De zeewier raakt verzadigd met water en neemt in omvang toe. Soms wordt met sesamolie gemarineerd rundvlees toegevoegd aan de zeewier samen met het water. Samen met sojasaus en de overige ingrediënten wordt de soep vervolgens gekookt.